# Queen City (Teksas)
Queen City je grad u američkoj saveznoj državi Teksas. Prema popisu stanovništva iz 2010. u njemu je živjelo 1.476 stanovnika.